# Agrias trajanus
Agrias trajanus är en fjärilsart som beskrevs av Hans Fruhstorfer 1901. Agrias trajanus ingår i släktet Agrias och familjen praktfjärilar. Inga underarter finns listade i Catalogue of Life.